# Bất đẳng thức Doob
Trong toán học, bất đẳng thức Doob cho martingale là một bất đẳng thức chặn trên xác suất một quá trình ngẫu nhiên vượt ra ngoài một giới hạn cho trước trong một khoảng thời gian nhất định. Bất đẳng thức này áp dụng cho mọi submartingale không âm (chẳng hạn như giá trị tuyệt đối của một martingale). Nó được chứng minh bởi nhà toán học Mỹ Joseph Leo Doob.

## Phát biểu
Giả sử {\displaystyle X_{t}} là một submartingale không âm và đặt
{\displaystyle X_{t}^{*}=\sup _{s\leq t}X_{s}}.
Khi đó,
{\displaystyle \mathbf {P} [X_{t}^{*}\geq c]\leq {\frac {\mathbf {E} [X_{t}]}{c}}}
{\displaystyle \Vert X_{t}^{*}\Vert _{p}\leq {\frac {p}{p-1}}\Vert X_{t}\Vert _{p}}
với mọi {\displaystyle c>0} và {\displaystyle p>1}.

## Các bất đẳng thức liên quan
Một hệ quả của bất đẳng thức Doob cho thời gian rời rạc là bất đẳng thức Kolmogorov: nếu X1, X2,... là một dãy các biến ngẫu nhiên độc lập nhận giá trị thực và có giá trị kỳ vọng 0, thì
{\displaystyle \mathbf {E} {\big [}X_{1}+\dots +X_{n}+X_{n+1}{\big |}X_{1},\dots ,X_{n}{\big ]}}
{\displaystyle =X_{1}+\dots +X_{n}+\mathbf {E} {\big [}X_{n+1}{\big |}X_{1},\dots ,X_{n}{\big ]}}
{\displaystyle =X_{1}+\cdots +X_{n},}
nên Mn = X1 + ... + Xn là một martingale. Theo bất đẳng thức Jensen, {\displaystyle M_{n}^{2}} là một submartingale không âm nếu {\displaystyle M_{n}} là một martingale. Do đó, áp dụng bất đẳng thức Doob, ta có
{\displaystyle \mathbf {P} \left[\max _{1\leq i\leq n}{\big |}M_{i}{\big |}\geq \lambda \right]\leq {\frac {\mathbf {E} {\big [}M_{n}^{2}{\big ]}}{\lambda ^{2}}},}
Đây chính là bất đẳng thức Kolmogorov.

## Ứng dụng: chuyển động Brown
Giả sử B là một chuyển động Brown một chiều. Khi đó
{\displaystyle \mathbf {P} \left[\sup _{0\leq t\leq T}B_{t}\geq C\right]\leq \exp \left(-{\frac {C^{2}}{2T}}\right).}
Có thể chứng minh mệnh đề này như sau. Do hàm mũ đơn điệu tăng, với mọi λ không âm, ta có
{\displaystyle \left\{\sup _{0\leq t\leq T}B_{t}\geq C\right\}=\left\{\sup _{0\leq t\leq T}\exp(\lambda B_{t})\geq \exp(\lambda C)\right\}.}
Do hàm mũ của chuyển động Brown là một submartingale không âm, theo bất đẳng thức Doob,
{\displaystyle {\begin{aligned}&\mathbf {P} \left[\sup _{0\leq t\leq T}B_{t}\geq C\right]\\&=\mathbf {P} \left[\sup _{0\leq t\leq T}\exp(\lambda B_{t})\geq \exp(\lambda C)\right]\\&\leq {\frac {\mathbf {E} {\big [}\exp(\lambda B_{T}){\big ]}}{\exp(\lambda C))}}\\&\leq \exp \left({\frac {\lambda ^{2}T}{2}}-\lambda C\right){\mbox{ do }}\mathbf {E} {\big [}\exp(\lambda B_{t}){\big ]}\leq \exp \left({\frac {\lambda ^{2}t}{2}}\right).\end{aligned}}}
Do vế trái không phụ thuộc λ, chọn λ sao cho vế phải là nhỏ nhất: λ = C / T cho ta bất đẳng thức cần chứng minh.